# Iranolacerta zagrosica
Espèce
Synonymes
- Lacerta zagrosica Rastegar-Pouyani & Nilson, 1998

Statut de conservation UICN

 LC  : Préoccupation mineure
Iranolacerta zagrosica est une espèce de sauriens de la famille des Lacertidae.

## Répartition
Cette espèce est endémique de la province d'Ispahan en Iran. Elle se rencontre dans les monts Zagros.

## Publication originale
- Rastegar-Pouyani & Nilson, 1998 : A new species of Lacerta (Sauria: Lacertidae) from the Zagros mountains, Esfahan Province, West-Central Iran. Proceedings of the California Academy of Sciences, vol. 50, no 10, p. 267-277 (texte intégral).